# Gunung Bahgie
Gunung Bahgie is een bestuurslaag in het regentschap Aceh Tengah van de provincie Atjeh, Indonesië. Gunung Bahgie telt 437 inwoners (volkstelling 2010).